# آسمان‌نویسی

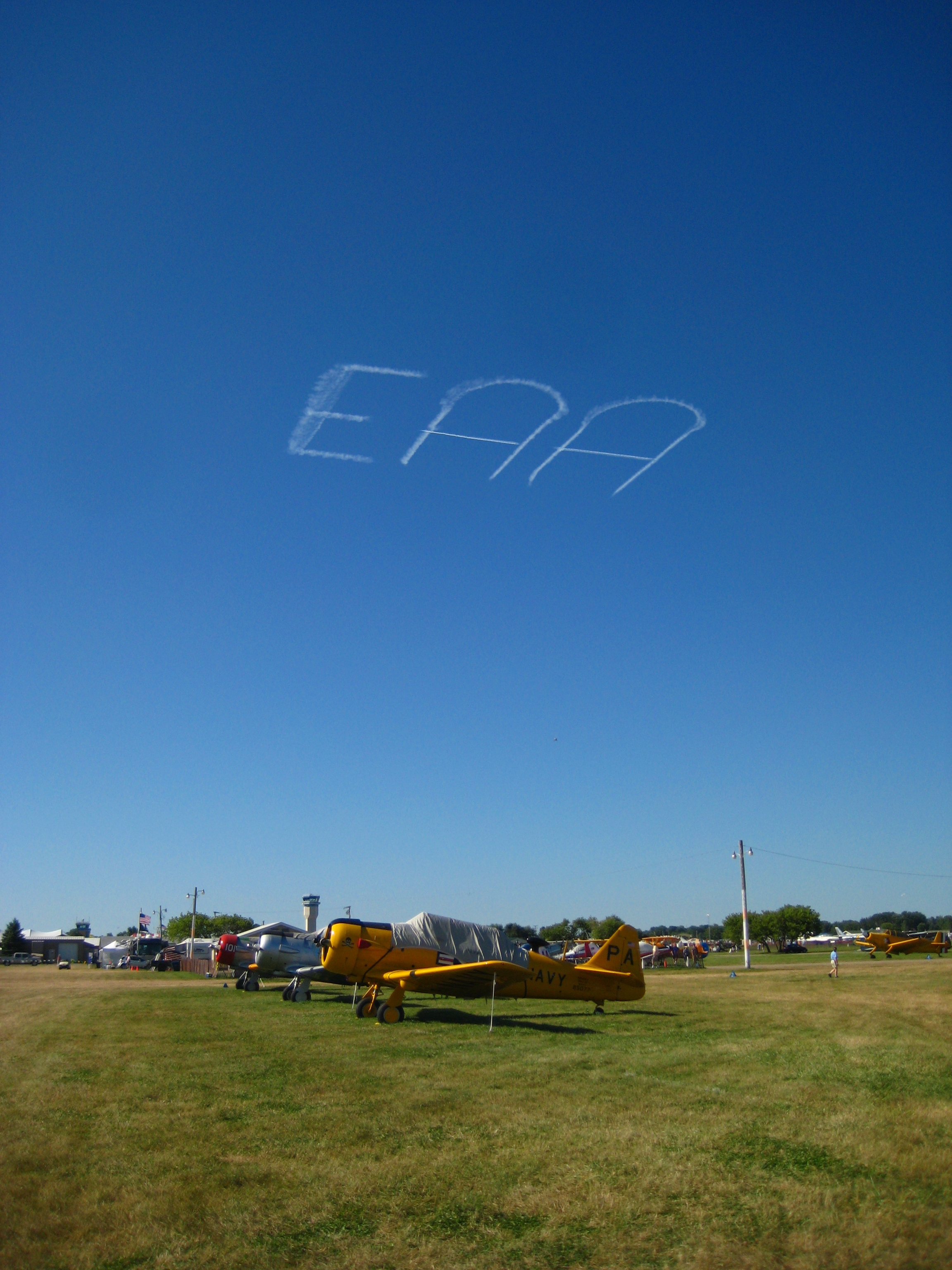

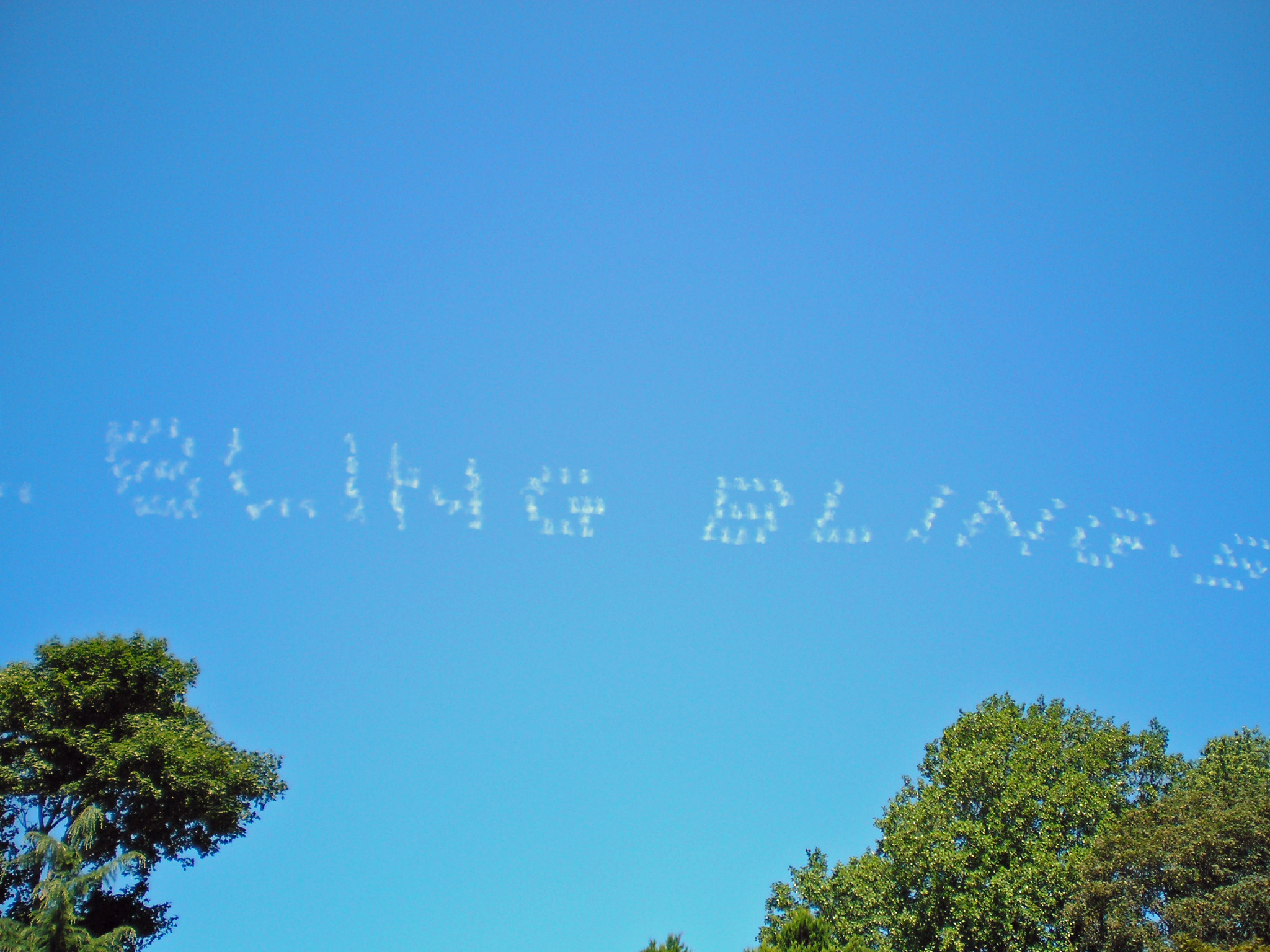

به نوشتن واژه بر آسمان که با دودی صورت می‌گیرد که از مایعی در انبار هواپیما برمی‌خیزد، آسمان‌نویسی گفته می‌شود. آسمان‌نویسی معمولاً برای نوشتن آگهی یا پیام‌های تبریک یا پیام‌های شوخی‌آمیز استفاده می‌شود.
برای این کار، خلبان نخست شدت و جهت باد را امتحان می‌کند و اگر فرصت مناسبی یافت، با فشار آوردن بر یک ماشه مقداری از مایع نوشتنی را در لوله اگزوز هواپیما می‌فرستد. در لوله اگزوز گرمای گازهای داغ موتور مایع را به دود غلیظی تبدیل می‌کند که به صورت بخار سفیدی از هواپیما خارج می‌شود.